# Campionato croato femminile di pallanuoto
Il campionato croato femminile di pallanuoto è l'insieme dei tornei pallanuotistici per squadre di club istituiti dalla Hrvatski vaterpolski savez (HVS), la Federazione pallanuoto della Croazia.
Il campionato si disputa annualmente dal 2001 assegnando il titolo di campione di Croazia. Il torneo è stato vinto per il maggior numero di volte dal Mladost.

## Prva Liga Žene
La 1. Liga Žene è la principale divisione femminile. Partecipano cinque squadre che si affrontano in un girone unico con gare di andata e ritorno al termine del quale la prima classificata si aggiudica il titolo di campione nazionale.
Organico 2011-2012:
 Bura
 Mladost
 Jug Dubrovnik
 Primorje
 Viktoria Šibenik

## Albo d'oro
- 2001:  POŠK
- 2002:  POŠK
- 2003:  POŠK
- 2004:  Bura
- 2005:  Bura
- 2006:  Bura
- 2007:  Primorje
- 2008:  Bura
- 2009:  Mladost

- 2010:  Mladost
- 2011:  Bura
- 2012:  Mladost
- 2013:  Mladost
- 2014:  Mladost
- 2015:  Mladost
- 2016:  Bura
- 2017:  Mladost
- 2018:  Mladost

- 2019:  Mladost
- 2020:  Mladost
- 2021:  Mladost
- 2022:  Mladost
- 2023:  Mladost
- 2024:  Jadran Spalato
- 2025:  Mladost

### Vittorie
| Pos. | Squadra        | Vittorie |
| ---- | -------------- | -------- |
| 1    | Mladost        | 14       |
| 2    | Bura           | 6        |
| 3    | POŠK           | 3        |
| 4    | Primorje       | 1        |
| 4    | Jadran Spalato | 1        |